# Vittorio Laudi
Vittorio Laudi (Alcara li Fusi, Sicília, segona meitat del segle XVI) fou mestre de capella de la catedral de Messina i va escriure: Il primo libro di Madrigali a 5 voci, con un dialogo a 8 voci (Palerm, 1597).